# Benjamin Wilson (teolog)

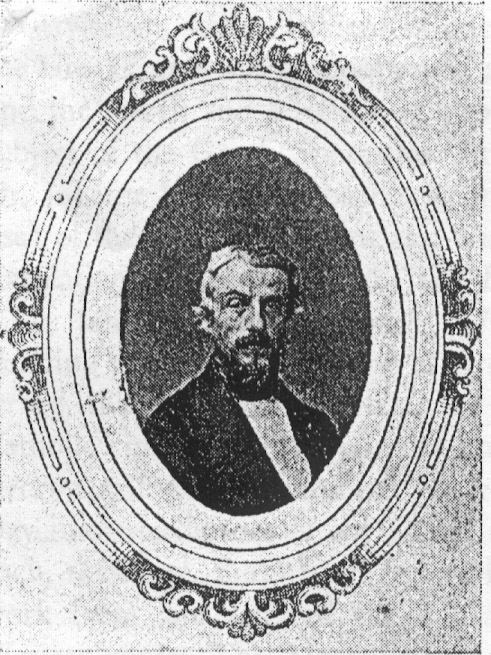
Benjamin Wilson.

Benjamin Wilson, född 1817, död 1900, var en kristen förkunnare, bibellärare och bibelöversättare.
Wilson föddes i Halifax i England där hans familj tillhörde baptistförsamlingen. 1840 anslöt man sig till de framväxande campbelliterna.
1844 flyttade man till USA där Wilson kom att leva resten av sitt liv. I Geneva i Illinois kom Benjamin Wilson att studera Bibeln tillsammans med en annan förkunnare med bakgrund bland campbelliterna, John Thomas. Thomas döpte Benjamin och hans broder Joseph. Men läroskillnader rörande den yttersta domen och återuppståndelsen fick dem snart att gå skilda vägar. Thomas kom att grunda kristadelfianerna medan bröderna Wilson bildade en lokal församling kallad Church of God of the Abrahamic Faith (COGAF). Wilson publicerade 1855 till 1869 en månatlig kristen tidskrift, the Gospel Banner, genom vilken han spred sin förkunnelse. Därigenom kom en rad lokala församlingar med samma namn som Wilsons att bildas.
I Ohio kom en av Wilsons anhängare att bilda församlingar med samma förkunnelse men med ett annat namn; Church of the Blessed Hope.
Fåfänga försök att ena de spridda amerikanska församlingarna i en nationell organisation gjordes under slutet av 1800-talet. Efter Wilsons död uppstod teologiska stridigheter som resulterade i att två huvudriktningar utkristalliserades. Båda håller fast vid nedanstående lära men majoriteten, idag organiserad i Church of God General Conference, tillämpar öppen kommunion och lär att alla människor till slut kommer att bli frälsta.
Minoriteten, däribland de församlingar i Ohio som använder namnet Church of the Blessed Hope, avvisar detta och håller fast vid Wilsons läror även i dessa frågor.

## Lära
Wilson förkastade treenighetsläran och menade att Jesus inte existerat före sin födelse som människa på jorden. Han avvisade all militärtjänst och lärde att Guds löften till Abraham kommer att uppfyllas bokstavligt.
Han förkunnade att Jesus snart skulle återkomma till jorden, återuppväcka alla som hört evangeliet och döma dem. Därefter skulle hans sanna lärjungar leva med honom i Tusenårsriket. 

## Publikationer
- The Emphatic Diaglott Nya testamentet, Tvåspråkig, grekiska-engelska.